# قاعدة مروي العسكرية
قاعدة مروي العسكرية هي قاعدة عسكرية جوية سودانية.

## الموقع الجغرافي
تقع في مطار منطقة مروي شمال السودان على بعد 350 كلم شمال العاصمة الخرطوم على الضفة الشرقية للنيل بولاية شمال السودان وتشمل هذه القاعدة العسكرية دفاعات جوية عن شمال ووسط وغرب وشرق السودان، وتعتبر نقطة تمركز بديلة للقوات الجوية.

## التدريبات المشتركة
ضمت القاعدة العسكرية الجوية في مروي تدريبات عسكرية ومناورات جوية مشتركة بين الجيشين السوداني والمصري مارس 2021، كرسالة لإثيوبيا في سياق خلافاتها مع السودان ومصر بسبب سد النهضة. واستمر تمركز القوات المصرية داخل القاعدة العسكرية بمروي وتم دعمه بقوات إضافية العام الحالي بموجب اتفاق سري على ان تكون قاعدة عسكرية مصرية - سوادنية.

## اشتباكات مروي
اندلعت اشتباكات في ابريل 2023 بين القوات الجوية السودانية وقوات الدعم السريع وزعمت قوات الدعم السريع سيطرتها على مطار مروي وعلى القاعدة العسكرية التي توجد داخل المطار. عقب ادعاءات باستسلام القوات المصرية المشتركة لقوات الدعم السريع.

### رد الجيش المصري
اصدرت القوات المسلحة المصرية بيانا في إطار تواجد قوات مصرية مشتركة لإجراء تدريبات مع الجيش السوداني انه يجري تنسيق مع الجهات المعنية في السودان لضمان تأمين القوات المصرية كما نبه الجيش السوداني بحفظ أمن وسلامة القوات المصرية.